# Électricien (cinéma)
Sur un tournage de cinéma l'électricien de prise de vue, ou electro, est chargé de mettre en œuvre l'éclairage, sous la direction du chef opérateur. Il est aussi chargé de l'alimentation électrique de l'ensemble du plateau. 
Si le nom de la profession vient de la manipulation des alimentations électriques des projecteurs, le cœur de l'activité de l’électro est le travail de la lumière. Si cela implique souvent l'utilisation de projecteurs, ce n'est pas toujours le cas. En effet celui-ci met en place de nombreux dispositifs destinés à modifier celle ci : réflecteurs, miroirs, diffuseurs, drapeaux, , etc. En extérieur, il peut dans certains cas n'avoir recours à aucune alimentation électrique et n'utiliser que la lumière du jour.
L'équipe électro est dirigée par le chef électro, lui-même sous les ordres du directeur de la photographie.